# Madonna di Montefiore
La Madonna di Montefiore è un dipinto a tempera e oro su tavola (180x65 cm) di Carlo Crivelli, databile al 1471 circa e conservato nel Museo reale delle belle arti del Belgio a Bruxelles. È firmato "CAROLVS CRIVELLVS VENETVS PINSIT". Si tratta dello scomparto centrale dello smembrato Polittico di Montefiore dell'Aso.

## Storia
Il polittico, già nella chiesa di San Francesco a Montefiore dell'Aso, venne smembrato nell'Ottocento e, ad eccezione degli scomparti rimasti a Montefiore (il cosiddetto Trittico di Montefiore), passò per l'antiquario romano Vallati nel 1858, prendendo poi varie strade. La Madonna e il San Francesco nel 1862 furono venduti al museo di Bruxelles.
Citata in una monografia sul pittore per la prima volta nel 1900 da Rushforth (che non accennò tuttavia al polittico), fu riconosciuta solo da Zampetti nel 1952 e accostata ad altri scomparti, a cui seguì lo studio di Federico Zeri nel 1961.

## Descrizione e stile
Rispetto ad altre Madonne di Crivelli e rispetto agli stessi santi del polittico, questa Maestà (Madonna in trono), appare piuttosto sobria. Seduta su un trono marmoreo dalle linee semplici, Maria è proiettata in avanti da un semplice drappo calante lungo lo schienale. La particolare forma semicircolare della pedana, in prospettiva ribaltata, accentua questo senso di artificiosità spaziale.
Maria è abbigliata di una veste rosata che si increspa con pieghe profonde, retta in vita dalla cinta e bodata da ricami d'oro e perle in petto. È coperta da un manto pesante di colore verde scuro, con ricami d'oro che ritraggono forse una melagrana stilizzata, con tanto di corona. Essa ha il capo reclinato e indossa, sotto al corona gemmata e perlata, un doppio velo, semitrasparente e bianco con ricami e frange. La corona è decorata con tre alti fiori gemmati, un richiamo allo stemma del Comune di Montefiore dell'Aso.  
Il Bambino le sta in piedi in equilibrio sulle gambe, con le braccia incrociate riparate dalla mano della madre e con lo sguardo che cerca teneramente gli occhi di Maria. Indossa una tunichetta aperta e una veste leggerissima e trasparente.
Come in altre opere dellì'artista il fulcro della composizione è nelle mani, in questo caso quelle di Maria che sono lunghe e affusolate, percorse dai tendini e le vene pulsanti, mentre compone un gesto che, pur nella sua semplicità, è leggermente calcato in maniera quasi teatrale.